# Coeliccia pyriformis
Coeliccia pyriformis – gatunek ważki z rodziny pióronogowatych (Platycnemididae). Występuje w północnym Wietnamie i Laosie, odnotowano ją także na południu chińskiej prowincji Junnan.